# 정글북 (1967년 영화)
《정글북》(영어: The Jungle Book)은 월트 디즈니 피처 애니메이션이 제작한 1967년 미국 만화 영화이다.
월트 디즈니사의 정규 극장판으로는 19번째이며, 볼프강 레이더먼이 감독했으며 1967년 10월 18일 RKO 라디오 픽처스를 통해 극장에 배급되었다. 2003년에는 속편 정글북 2가 개봉하였다.

## 줄거리
벵골호랑이 쉬어칸의 습격으로 부모를 잃은 모글리는 정글에서 조난당하게 된다. 흑표범 바기라가 모글리를 발견하고 늑대 무리에서 갓 새끼를 낳은 라마, 라쿠샤 부부에게 모글리를 기르라고 준다. 모글리는 훌륭한 청년으로 성장하지만 호랑이 쉬어칸이 다시 나타났다는 소식을 들은 늑대 대장 아켈라는 바기라를 시켜 인간 마을로 모글리를 돌려보내려 하지만 느림보곰 발루가 모글리를 아들로 삼으려 하고 모글리도 발루를 매우 잘 따랐으므로 바기라는 곤란에 빠진다. 그러나 발루를 잘 설득한 바기라는 모글리를 돌려보내는데 앞장 서고 소녀 샨티에게 반한 모글리는 결국 인간 마을로 돌아가게 된다. 쉬어칸을 포함하여 비단뱀 카아 등이 모글리의 목숨을 노렸고 오랑우탄 킹 루이는 모글리를 통해 불을 얻으려고 했으나 모두 실패한다. 그 외에 독수리 사형제와 인도코끼리 하티, 살쾡이 위스퍼도 등장한다.

## 등장 인물
- 모글리 - 신장: 1.5m

```
 극 중의 주인공. 쉬어 칸의 습격으로 부모를 잃어 정글에 조난되었다. 
늑대
 무리 사이에서 키워졌으며 나중에 바기라, 발루 등의 설득 및 마을 소녀 샨티로 인해 인간 마을로 돌아간다.
```

- 바기라 - 신장: 2m

```
 정글에 사는 
흑표범
. 지혜롭고 현실적인 성격의 소유자. 모글리를 제일 처음 발견했으며 모글리를 인간 마을로 되돌아가게 하는데 큰 역할을 한다.
```

- 발루 - 신장: 4m

```
 몸집이 엄청 거대하고 괴력이 엄청난 거대 
느림보곰
. 음악만 나오면 춤을 추는 우스꽝스러운 버릇이 있다. 모글리를 아들로 삼으려 하며 나중에 모글리가 쉬어칸에게 잡혀먹일 뻔하자 쉬어칸이랑 당당히 맞서 모글리를 구한다.
```

- 쉬어칸 - 신장: 3m

```
 모글리의 부모를 죽이고 모글리마저 죽이려한 
벵골호랑이
. 남의 말을 전혀 듣지 않고 잔인한 성품을 지녔다. 모글리를 잡아먹으려하나 모글리가 꼬리에 불을 붙이자 무서워서 멀리 도망간다. 쉬어칸은 불과 총을 무서워하기 때문이다.
```

- 킹루이 - 신장: 1.6m

```
 
오랑우탄
으로 정글 반다로그 원숭이들의 왕이다. 모글리에게 불을 피우는 방법을 배우려고 모글리를 납치해가나 곧 바기라와 발루가 구해내고 말아 실패로 돌아간다. 발루처럼 음악만 나오면 춤을 추는 버릇이 있다.
```

- 아켈라 - 신장: 1.7m

```
 
늑대
 무리의 대장. 모글리가 다 성장하자 표범 바기라를 시켜 인간 마을로 되돌려보내라 한다.
```

- 라마 - 신장: 1.7m

```
 모글리의 아비 늑대. 아켈라가 모글리를 내버리려 하자 강력하게 반대한다.
```

- 라쿠샤 - 신장: 1.6m

```
 모글리의 어미 늑대. 모글리를 처음 본 순간부터 받아드린다.
```

- 하티 - 신장: 7m

```
 
인도코끼리
 군대를 이끄는 코끼리 대령. 항상 요란스러운 소리로 정글을 어지럽힌다.
```

- 타바키 - 신장: 1.8m

```
 정글의 동물들에게 고기찌꺼기를 얻어먹는 쉬어칸의 부하 
줄무늬하이에나
. 모글리를 물어죽이려고 하나 번번이 실패한다.
```

- 카아 - 신장: 6m

```
 간사하고 영악한 
비단뱀
. 호랑이 쉬어칸 하고는 친구이다. 모글리만 보면 잡아먹으려고 최면을 걸며 공격하나 항상 실패한다.
```

- 샨티 - 신장: 1.4m

```
 모글리의 첫사랑 마을 소녀. 모글리가 인간 마을로 돌아가게 하는 계기가 된다.
```

- 독수리 사형제 - 신장: 1m

```
 노래를 부르고 항상 까불고 다니는 
독수리
들이다. 모글리가 쉬어칸과 싸울때 이들이 모글리를 도와준다.
```

- 위스퍼 - 신장: 1m

```
 모글리를 골려주고 항상 까칠하게 대하는 
살쾡이
. 그러나 항상 모글리가 조금만 위협해도 겁을 먹고 바기라한테 혼이 나서 도망간다.
```

## 한국판 성우진
- 이건주 - 모글리
- 장정진 - 바기라
- 김진태 - 발루
- 김현직 - 쉬어칸
- 온영삼 - 하티 대령
- 성선녀 - 위니프레드 (하티의 부인)
- 이호인 - 킹루이
- 김재우 - 카아
- 정기항 - 아키라
- 김준 - 라마
- 이재용 - 독수리
- 조동희 - 독수리
- 최병상 - 코끼리 / 원숭이 / 독수리
- 서문석 - 코끼리 / 독수리
- 이선우 - 하티 주니어

## 리뷰
《정글북》은 로튼 토마토의 39개의 리뷰를 기반으로 총 87%의 신선도 평가를 받았으며, 7.2/10의 가중 평균 점수를 받았다..

## 음악
유명한 곡으로는 다음과 같은 곡이 있다:
1. "Colonel Hathi's March"
2. "The Bare Necessities"
3. "I Wanna Be Like You"
4. "Trust in Me"
5. "That's What Friends Are For"
6. "My Own Home"

## 같이 보기
- 영화 매출 순위 목록
- 월트 디즈니 픽처스의 영화 목록